# Het Zeehuis
Het Zeehuis is een uit 1908 daterend rijksmonument in de Nederlandse kustplaats Bergen aan Zee. 
Het werd gebouwd als herstellingsoord voor kinderen naar ontwerp van P. Heyn in opdracht van het Burgerweeshuis in Amsterdam. De Amsterdamse weesjes konden hier dan enige tijd van duin, bossen en zee genieten. Het heeft daarna vele jaren dienst gedaan als vakantiehuis van het Centraal Genootschap voor Kinderherstellingsoorden en Gezondheidskolonies. 
In 1910 en 1912 werden naast Het Zeehuis nog twee koloniehuizen met een soortgelijke bestemming gebouwd. In de onmiddellijke omgeving staat ook een zogeheten Repatriantenhuis, waar het gezin van de latere schrijver Adriaan van Dis na terugkeer uit Nederlands-Indië was ondergebracht.     
In 1961 werd Het Zeehuis heropend als natuurvriendenhuis na de aankoop in 1959 door de stichting  Natuurvriendenhuizen en Kampeerterreinen. 
Het Zeehuis vormt het vertrekpunt van het Trekvogelpad.

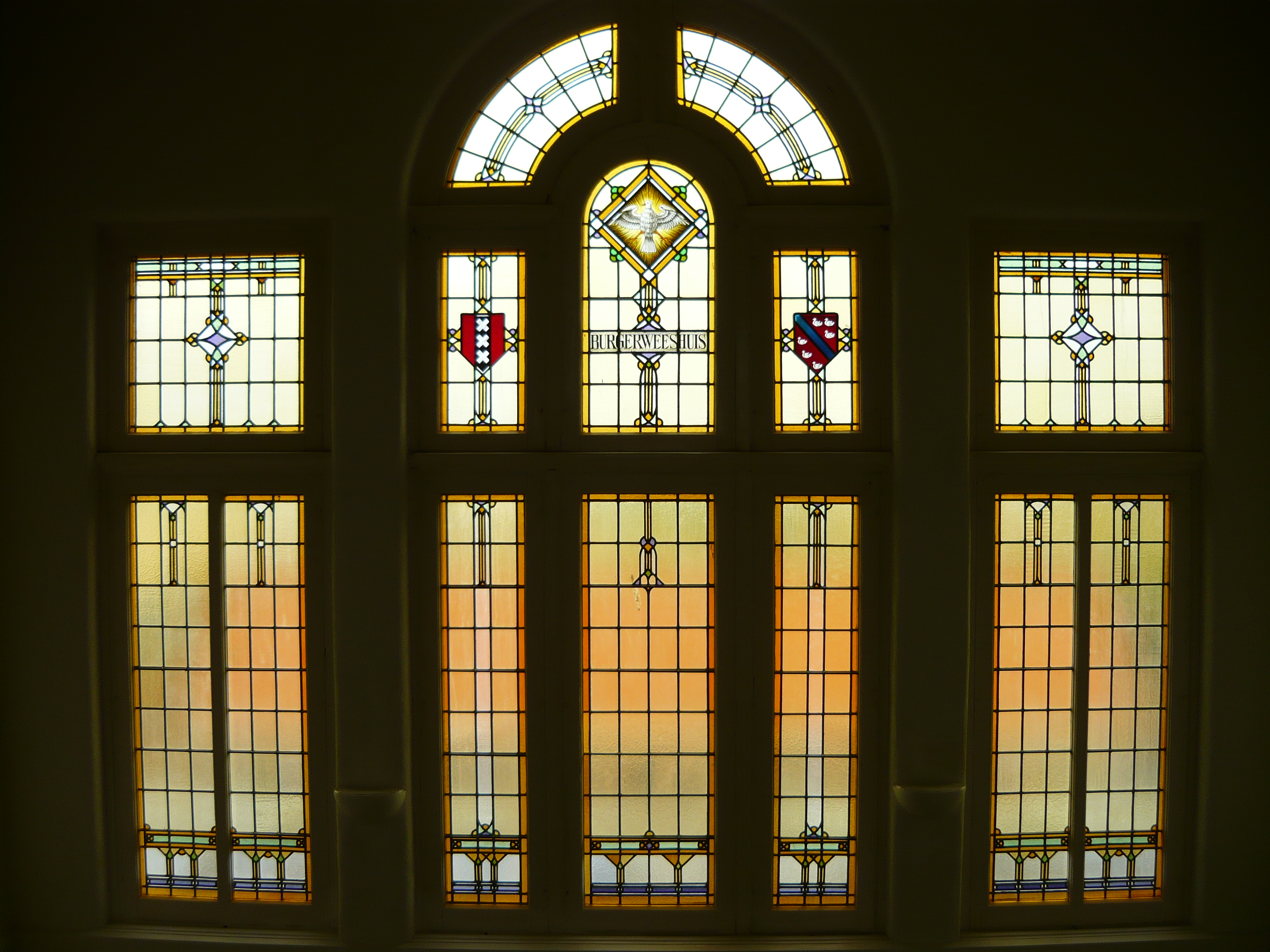
Vensterpartij met glas in lood
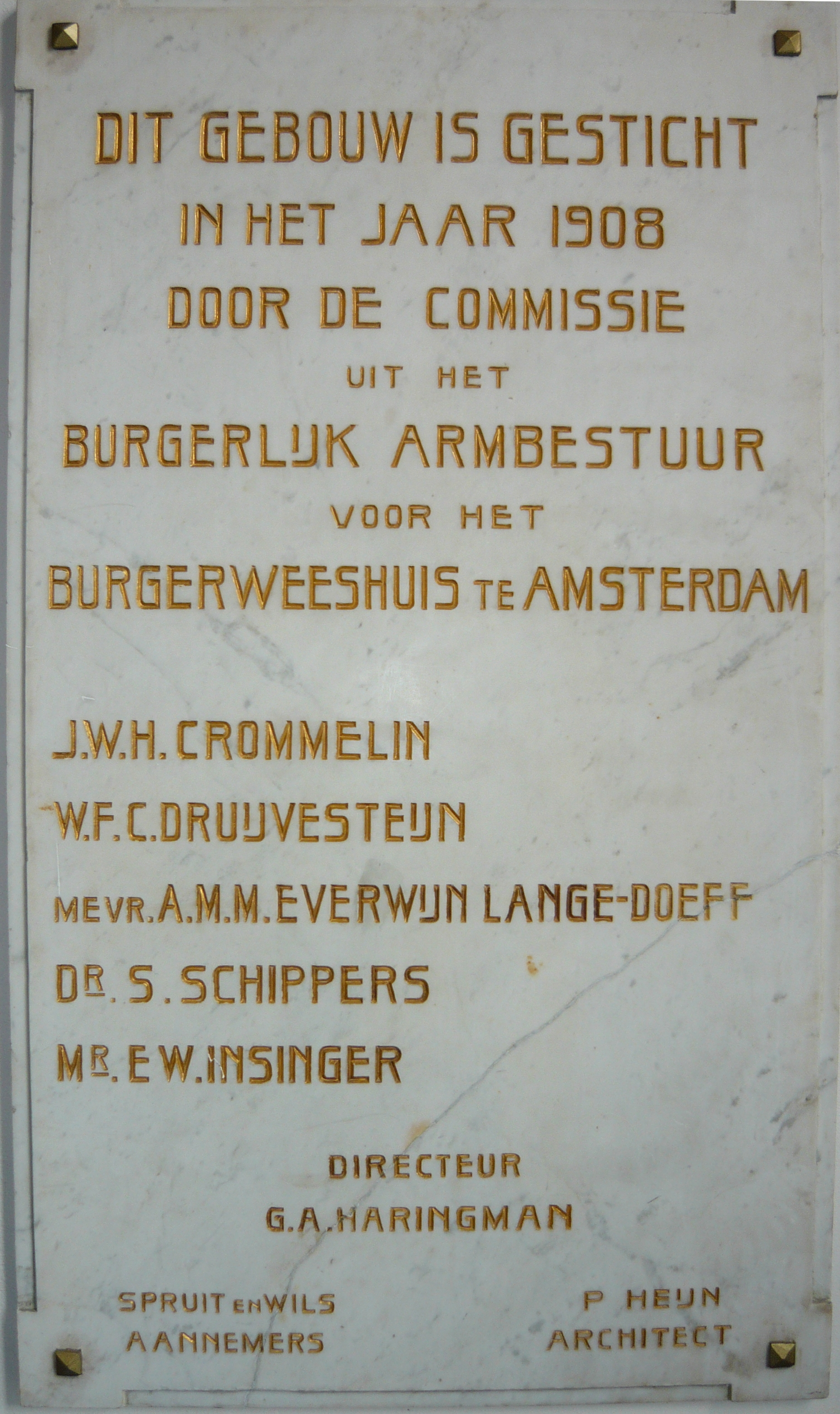
Plaquette omtrent de stichting